# Bolnissikreuz

Bolnissikreuz

Bolnissikreuz auf dem Wappen der Stadt Bolnissi

Das Bolnissikreuz ist ein christliches Kreuzsymbol, das in Georgien erstmals Ende des 5. Jahrhunderts an der Bolnissi-Sioni-Kirche in Bolnissi in der Region Niederkartlien (Kwemo Kartli) auftaucht. Angeblich soll es von Kaiser Konstantin dem Großen stammen. 
Heute wird das Bolnissikreuz sehr häufig von der Georgisch-Orthodoxen Kirche benutzt, zusammen mit dem Kreuz der Heiligen Nino (Weinrebenkreuz).

## Literatur

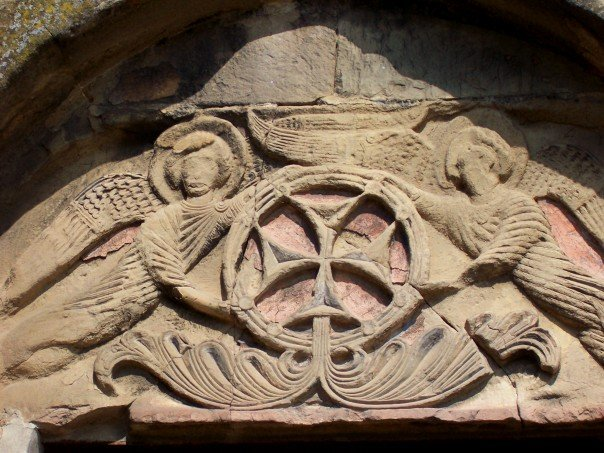
Bolnissikreuz im Dschwarikloster